# Чепуренко Тетяна Василівна
Чепуренко Тетяна Василівна (нар. 6 травня 1953, Київ, УРСР) — радянський і український звукооператор.
Закінчила Київський політехнічний інститут (1976).
Член Національної спілки кінематографістів України.

## Фільмографія
Оформила фільми:
- «Миргород та його мешканці» (1983, асистент звукооператора)
- «За покликом серця» (1986)
- «Золотий ланцюг» (1986)
- «Виконати будь-яку правду» (1987)
- «Помилуй і прости» (1988)
- «Відьма» (1990),
- «Дамський кравець» (1990, у співавт.)
- «Геть сором!» (1994)
- «Обережно! Червона ртуть» (1995, у співавт. з Т. Ніловою)
- «Атентат — Осіннє вбивство в Мюнхені» (1995, у співавт. з Б. Міхневичем)
- «Вальдшнепи» (1996) та ін.